# Fiel da Fonseca Viterbo
Fiel da Fonseca Viterbo (Porto, Vitória, 25 de Abril de 1873 - Lisboa, 18 de Abril de 1954), foi um matemático, que optou por ser arquitecto, jardineiro e decorador.

## Biografia
Em 15 de outubro de 1888 matriculou-se na Faculdade de Matemática da Universidade de Coimbra e o qual foi concluído o seu 3.º ano de bacharel, em 1893, com distinção e o 4.º no ano de 1894. Tendo ainda frequentado o curso do 3.º ano de Filosofia na mesma universidade.
Terá projectado e decorado uma ampla residência em Coimbra, iniciada em 1923 e concluída em 1925, num num "estilo eclético com acentuadas sugestões do barroco joanino português", para o médico cirurgião Fernando Bissaya Barreto (1886-1974), aquela que é hoje a sede da Casa Museu Bissaya Barreto.
O banqueiro Augusto Carreira de Sousa, em 1929, ao adquirir a Casa da Quinta de Santa Clara, na Ameixoeira, em Lisboa, manda fazer profundas remodelações na casa e jardim, encomendando o projecto a João Eugénio Duarte e a Fiel Viterbo.
O edifício da sede do Instituto dos Vinhos do Douro e Porto (1933-1937), na Rua de Ferreira Borges, no Porto, terá sido renovado por ele num estilo neoclássico de influência inglesa que tinha sido impulsionado pelos irmãos Adam (os escoceses Robert Adam e James Adam criadores do "estilo Adam") quando já "era famoso pelo seu gosto requintado e atenção aos detalhes".
Em 1934, sob sua direcção arquitectónica, deu-se início às obras de reconstrução do piso inferior do Palácio da Mitra, na Rua do Açúcar, em Lisboa, para instalação da Biblioteca Municipal do Poço do Bispo.
O  Club Portuense após se instalar na sua actual sede na Rua Cândido dos Reis quem projectou a sua reestruturação arquitectónica e decoração foi Viterbo, que decorreu entre 1931 e 1937, que foram ao seu gosto revivalista neoclássico e em muito semelhante ao que o mesmo decorador introduziu na Casa de São Miguel dos Viscondes de Villar d`Allen, na Rua de António Cardoso, ambas no Porto.
As suas intervenções pautavam-se por uma noção de elegância e equilíbrio, abarcando não só a reestruturação dos espaços, mas também o aconselhamento e fornecimento de mobiliário e assessórios decorativos que adquiria em antiquários ou mandava executar segundo desenhos próprios.
Assim compreendemos que uma das suas fontes de rendimento fosse a transacção de obras de arte e assim vemo-lo a vender uma pinturas para serem colocadas no Palácio da Assembleia Nacional com a aprovação do arquitecto Raul Lino.
Assim como, provavelmente pela mesma necessidade de satisfazer as suas propostas decorativas, esteve ligado ao ramo da olaria nomeadamente tentou fazer renascer a Fábrica da Torrinha, em Vila Nova de Gaia, "onde criou belos exemplares". E quando, em 1930, a Fábrica Cerâmica do Carvalhinho, na mesma cidade, se associou à Real Fábrica de Louça de Sacavém e esta sofre a sua Idade de Ouro, era o Dr. Viterbo o intermediário entre os seus dois sócios-gerentes: Herbert Gilbert e António Augusto Pinto Dias de Freitas.
Tinha escritório na Rua Augusta, mas, em Maio de 1934, transferiu a sua morada profissional para a Rua dos Bacalhoeiros, ambas em Lisboa.
Morou no Palácio dos Condes da Ribeira Grande, na Rua da Junqueira (Lisboa), e a seguir na Quinta Fonte do Anjo, nos Olivais, ambas em Lisboa, que pertenciam à família de sua mulher. Foi nessa sua última residência que além de lhe ter feito obras de decoração, que ainda mantém o seu cunho. Cultivou lá as flores que o fizeram ganhar alguns primeiros prémios nos concursos onde concorreu com elas. Na Praia da Granja, em  São Félix da Marinha, tinha uma moradia de férias numa das casas que tinha desenhado a sua remodelação, onde chegou a se encontrar com o Príncipe D. Luís Filipe de Bragança, acompanhado do seu aio o major Mousinho de Albuquerque, onde lhe terá oferecido uma curiosas pedras da região. Aí igualmente tinha a particularidade de entrar em campeonatos de ténis onde participava como jogador e desporto esse que já lhe tinha permitido granjear um primeiro prémio e onde tinha participado o mesmo príncipe e seu irmão futuro rei D. Manuel II, entre outros.
Pelas suas convicções políticas monárquicas e por ser tomado por capitalista, após a Implantação da República Portuguesa, foi preso na Prisão do Limoeiro, onde era visitado pelo seu amigo Padre Cruz.

## Dados genealógicos
Pelo lado materno, segundo a tese do investigador de história e genealogista José de Lima, era o representante genealógico de Pêro da Covilhã.
Filho de:
- Boaventura da Fonseca e Silva de Viterbo, natural de Valongo, bacharel formado em Direito pela Universidade de Coimbra[29] e de,
- Maria Henriqueta Virgínia Pereira de Almeida (Porto, 11 de março de 1838 - Porto, 17 de agosto de 1917), casada no Porto em 22 de outubro de 1859,[28] filha herdeira de Fiel Pereira de Almeida, natural de Coimbra e igualmente formado em Direito pela Universidade de Coimbra,[30] advogado no Porto, casado em 29 de dezembro de 1827, com Maria Plácida Martins de Carvalho, filha de José Martins de Carvalho, cavaleiro professo da Ordem de Cristo e negociante de grosso trato no Porto e de sua mulher D. Clara Cândida Ribeiro de Sampaio.[28]

Casou no Palácio da Junqueira, a 8 de abril de 1896 (ou em 11 de Maio), com:
- Maria José Ana de Jesus Luísa Vicência Sebasteana Andreza Gonçalves Zarco da Câmara, nasceu a 30 de novembro de 1873 no mesmo Palácio,[32] filha do segundo casamento de D. José Maria Gonçalves Zarco da Câmara, 9.º conde da Ribeira Grande e de Maria Helena de Castro e Lemos Magalhães e Menezes, filha de Sebastião de Castro e Lemos, 10.º senhor da Casa do Covo em Vale de Cambra[33] e de sua mulher D. Emília Maria Antónia Pamplona de Sousa Holstein, filha do 1.̃º visconde de Beire.[34]

Filhos:
- Helena Luísa da Câmara Viterbo (21 de junho de 1897 - ) casada em 25 de novembro de 1920, na capela da Quinta da Fonte, nos Olivais, com o Engenheiro civil D. Lourenço Vaz de Almada, conde de Almada, filho de D. Luís Vaz de Almada, conde de Almada, e de D. Maria José de Almeida Correia de Sá.[35] Com geração.
- José Bernardo da Câmara Viterbo (20 de agosto de 1899 - ).[31] Sem geração.
- Maria Henriqueta da Câmara Viterbo (7 de julho de 1903 - ) casada na capela da Fonte, a 23 de novembro de 1922, com António Paulo Menano, bacharel formado em Medicina pela Universidade de Coimbra, distinto cantor de fado, filho de António Silva Menano e de D. Januária Augusta Paulo.[36] Com geração.
- Maria de Lurdes da Câmara Viterbo (27 de fevereiro de 1906) casada na mesma capela das irmãs, em 10 de novembro de 1927, com Manuel de Albuquerque Branco de Melo Figueiredo da Guerra, 2.º visconde de Valdemouro.[37] Com geração.